# Château de Sainte Florentine
Le château de Sainte Florentine, antérieurement domus de Canet, est un ancien bâtiment médiéval du XIe siècle situé au nord de  Canet de Mar (comarque du Maresme, en Catalogne), déclaré bien culturel d'intérêt national. L'ensemble a été modifié et élargi au début du XXe siècle par l'architecte Lluís Domènech i Montaner, quand il a acquis l'aspect actuel. L'architecte a inclus des éléments nouveaux et autres rapportés de différents lieux, comme la galerie gothique du sanctuaire du Tallat. De l'ensemble original médiéval restent, malgré des modifications, deux tours de défense à embrasures et un corps de bâtiment rectangulaire, situés au nord-est. Avant c'était une maison fortifiée, référencée en 1217. Le bâtiment fut incendié au XVe siècle et élargi plus tard.

## Histoire

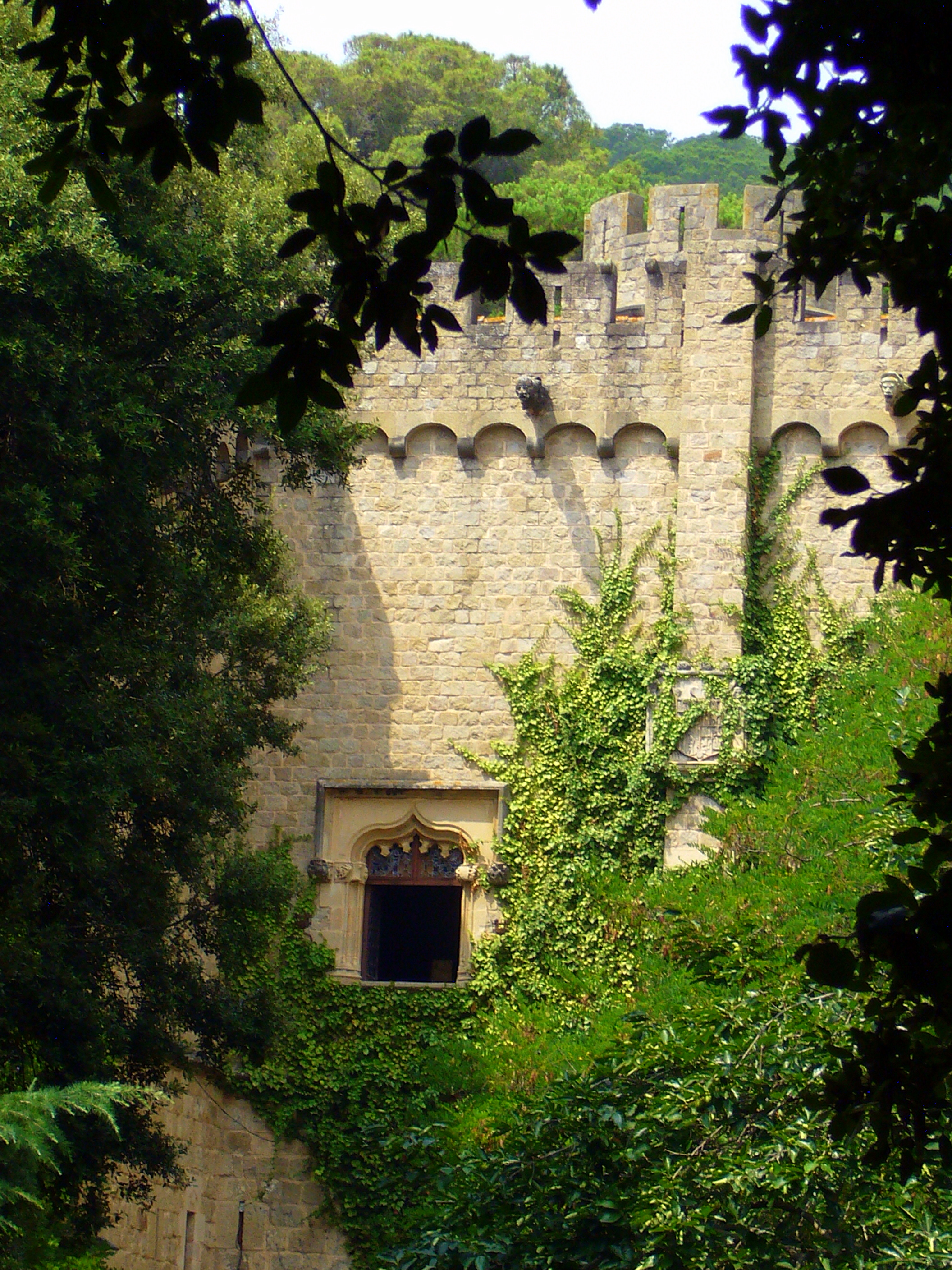
Vue du mur avec une fenêtre gothique

Le bâtiment est construit sur la base d'une ancienne fortification romaine. Gaudamir de Canet, en 1024, est le premier propriétaire refinancé. Le chevalier Gilabert de Canet (1041), laisse la plus notoire trace architecturale de la domus médiévale, les tours de son porche fortifié.
Leur possible successeur, avec lequel commence l'histoire connue de la lignée de la maison forte, est le chevalier Ferrer de Canet, qui meurt en 1251.
Au XVe siècle il revient par succession aux Peguera, qui le cèdent en 1521 à Salvador Spano, chef d'une famille qui, à fin du XVIe siècle, s'allie par mariage à Dimas Montaner.
En 1908 y séjourne le roi Alfonse XIII, qui octroie à Ramon de Montaner le titre de comte de la vallée de Canet.
Entre 1900 et 1910, il est élargi et réformé par l'architecte moderniste Lluís Domènech i Montaner, à la suite d'une commande de Ramon de Montaner i Vila, propriétaire de la maison d'édition Montaner i Simon, aujourd'hui siège de la fondation Antoni Tàpies. L'architecte a donné un air médiéval au château avec l'introduction de pièces provenant du sanctuaire du Tallat. Il a aussi bâti la crypte où est enterrée Florentina Malató i Suriñach, épouse de Ramon Montaner, morte en 1900. Sa façade contient des figures réalisées par le sculpteur Carles Flotats i Galtés.
La famille Montaner est propriétaire du château jusqu'à la mort de Júlia de Montaner en 1964, veuve de Ricard de Capmany.
Postérieurement, la propriété est divisée et passe aux mains des petites-filles de Júlia et Ricard.
Actuellement, seule la partie connue comme Maison Forte est propriété de la branche familiale Capmany, la partie nouvelle ou moderniste a été vendue à une entreprise de nationalité russe en 2014.

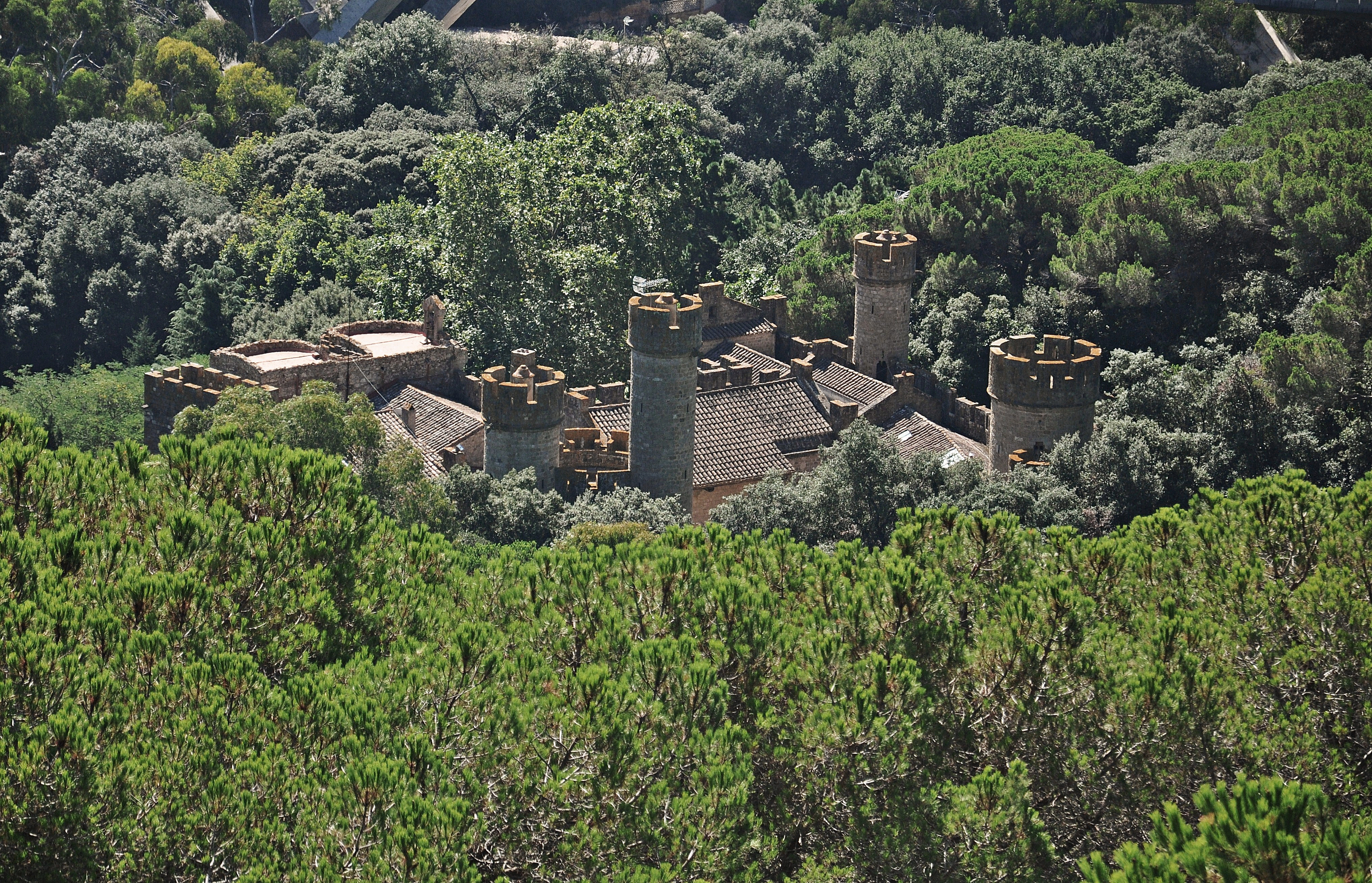
Vue d'ensemble.

Le château conserve tous les éléments décoratifs appliqués par les artistes modernistes catalans du début du XXe siècle , comme vitraux, forge et sculptures, ainsi que ses deux anciennes tours de défense.
Le château a servi de plateau pour plusieurs tournages, notamment en 2015 de scènes de la sixième saison de la série Game of Thrones,. Actuellement, le château est ouvert au public pour des visites culturelles. On peut aussi le louer pour la célébration d'événements privés, reportages photographiques, spots publicitaires, tournages, mariages.
Il est catalogué comme Bien Culturel d’intérêt National depuis 1949.
Dans la salle du trône est exposé le tableau de Pau Béjar qui représente le comte Guifred le Velu et la légende de l'écu de Catalogne.

## Les restes romans
De l’ancienne construction romane, selon le plan établi par Domènech i Montaner avant la restauration, demeure une tour rectangulaire et, adossée à celle-ci, une pièce rectangulaire aussi.